# Carnegiella strigata
Hachette marbrée
Espèce
Statut de conservation UICN

 LC  : Préoccupation mineure
Carnegiella strigata, la Hachette marbrée, est une espèce poissons d'eau douce de la famille des Gasteropelecidae (ordre des Characiformes).

## Répartition et habitat
Cette espèce est originaire des eaux douces de l'Amérique du Sud, principalement dans le bassin de l'Amazone. Elle préfère les zones calmes des rivières et les bras morts où elle peut évoluer près de la surface. En Guyane, Carnegiella strigata est en danger critique d'extinction. Il y a été redécouvert en 2024, après 45 ans sans observation.
Ce poisson se rencontre dans les pays suivants : Bolivie, Brésil, Colombie, Équateur, Guyana, Guyane, Pérou, Suriname, Venezuela.

## Description
Carnegiella strigata peut mesurer jusqu'à 35 mm, queue non comprise. Ce poisson présente un corps mince et une nageoire pectorale proéminente, lui permettant d’effectuer de courtes « envolées » au-dessus de l’eau pour échapper à ses prédateurs. Son nom vernaculaire provient de sa silhouette rappelant la forme d'une hachette.

## Comportement et reproduction
Carnegiella strigata est un poisson grégaire, vivant en petits groupes. Il se nourrit principalement d'insectes qu'il attrape à la surface de l'eau. La reproduction en aquarium est possible, bien que délicate, nécessitant des conditions spécifiques de qualité de l'eau et de température.

## Maintenance en aquarium
Cette espèce est populaire parmi les aquariophiles pour son comportement sociable intéressant, sa beauté et sa forme unique. Elle nécessite un grand espace de nage et une eau bien oxygénée. Elle est sensible aux variations de qualité de l'eau, ce qui en fait une espèce plutôt réservée aux aquariophiles expérimentés. La longueur minimale recommandée de l'aquarium est de 80 cm. Cette espèce, grégaire, doit être maintenue dans un groupe de cinq individus au minimum.

## Systématique
Le nom valide complet (avec auteur) de ce taxon est Carnegiella strigata (Günther, 1864).
L'espèce a été initialement classée dans le genre Gasteropelecus sous le protonyme Gasteropelecus strigatus Günther, 1864.
Ce taxon porte en français le nom vernaculaire ou normalisé suivant : Hachette marbrée,.
Carnegiella strigata a pour synonymes :
- Carnegiella strigata fasciata (Garman, 1890)
- Carnegiella strigata marowini Hoedeman, 1952
- Carnegiella strigata strigata (Günther, 1864)
- Carnegiella strigata surinamensis Hoedeman, 1952
- Carnegiella strigata vesca Fraser-Brunner, 1950
- Carnegiella vesca Fraser-Brunner, 1950
- Gasteropelecus fasciatus Garman, 1890
- Gasteropelecus strigatus Günther, 1864

### Étymologie
Son épithète spécifique, du latin strigata, « sillonné ou rainuré (=rayé) », est supposé faire référence au bandes noirâtres présentes sur ses flancs.

### Publication originale
- Albert Günther, Catalogue of the fishes in the British Museum, Londres, British Museum, 1864 (lire en ligne), p. 343